# Международная книжная ярмарка в Турку
Международная книжная ярмарка в Турку (фин. Turun kansainväliset kirjamessut, швед. Åbo Bokmässa) — книжная ярмарка, ежегодно проходящая в старой столице Финляндии городе Турку.
Проводимая ежегодно в начале октября с 1990 года, ярмарка стала первой из подобного рода мероприятий в Финляндии.
13 февраля 2012 года поэтесса Йенни Хаукио, супруга президента Финляндии Саули Ниинистё, была назначена на должность менеджера по программам ярмарки (ранее эту должность занимал ушедший на пенсию Кари Керттула). Новый менеджер осуществляет продвижение на международном рынке финской литературы.
За октябре 2014 года ярмарку посетило 23 700 посетителей.
Темами ярмарок в разные годы были: «США и Сомеро» (2013), «Франция и Састамала» (2014), «Швеция, Лапландия и Кустави» (2015).
В 2016 году, в рамках ярмарки, Национальным архивом публике был представлен старейший документ Финляндии — Выборгская охранная грамота (1316).